# Brocante
 (janvier 2008).
 (janvier 2008).
Si vous disposez d'ouvrages ou d'articles de référence ou si vous connaissez des sites web de qualité traitant du thème abordé ici, merci de compléter l'article en donnant les références utiles à sa vérifiabilité et en les liant à la section « Notes et références ».

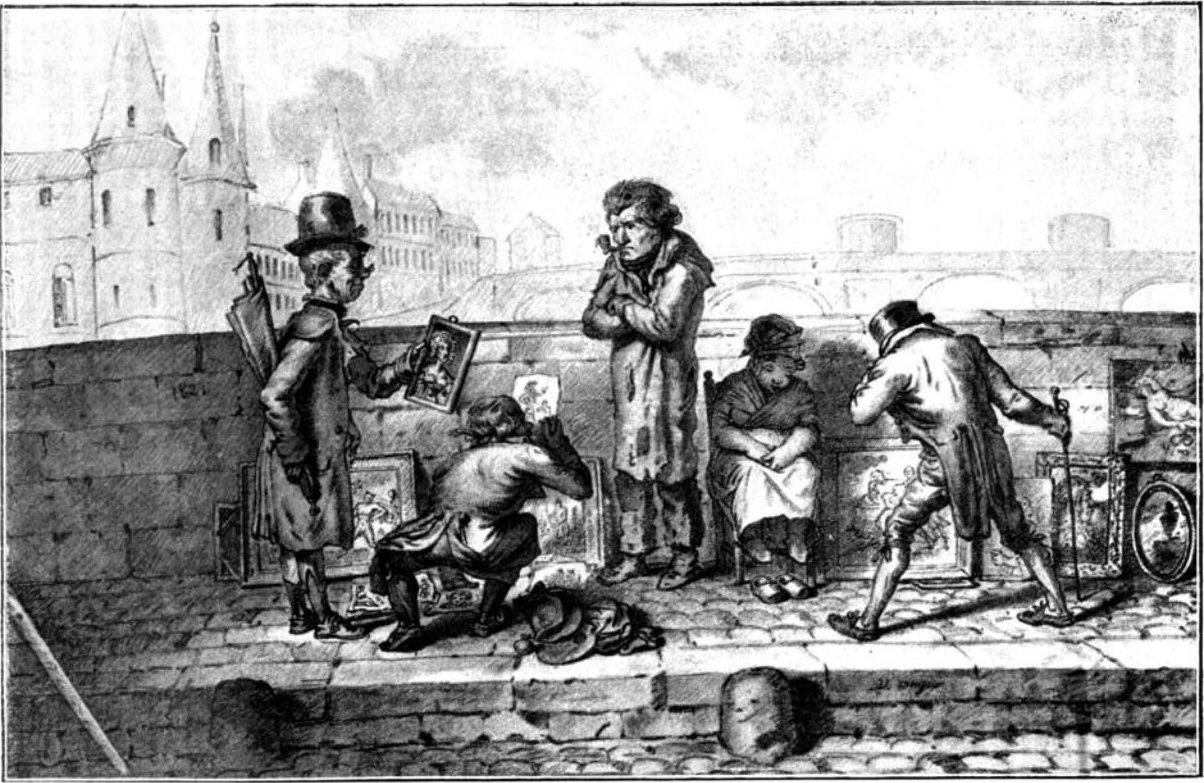
Brocanteurs sur un pont de Paris. Gravure de Jean Henry Marlet d’après Adrien Victor Auger.

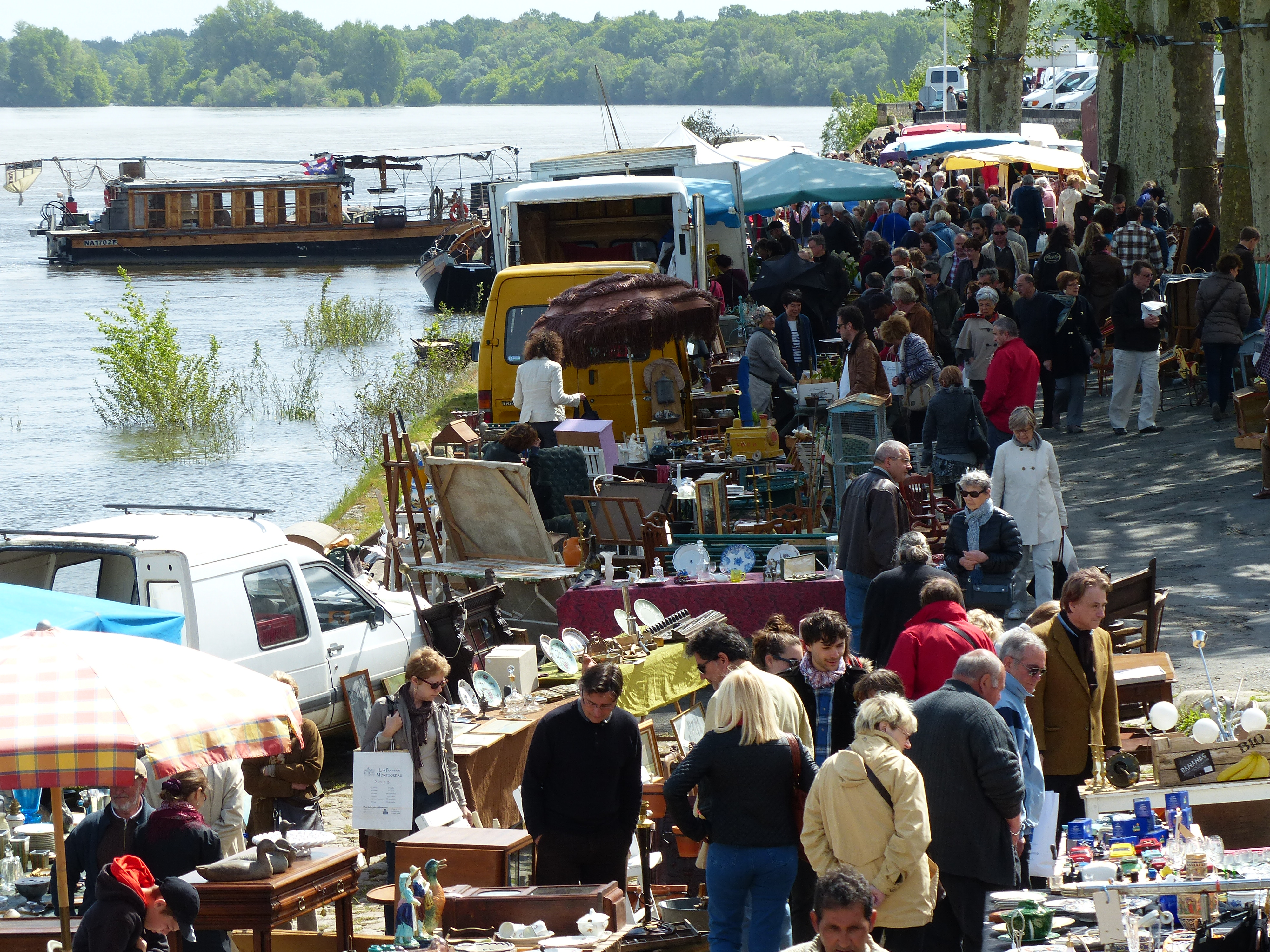
Marché aux puces de Montsoreau, Val de Loire, France.

La brocante est le commerce d’objets d'occasion. Par métonymie, le terme désigne aussi les boutiques où se pratique ce genre de commerce, ainsi que les foires populaires réservées aux professionnels et organisées le plus souvent les dimanches et jours fériés.

## Description
Le brocanteur ne se distingue pas légalement de l'antiquaire pour ce qui est du statut de l'entreprise : dans les deux cas, il s'agit d'une activité de revente de biens mobiliers, non neufs. En tant que commerçant, il est astreint aux mêmes obligations : inscription au Registre du Commerce ou déclaration de statut d'autoentrepreneur, déclaration en Préfecture comme revendeur d'objets mobiliers, tenue d'un registre de police où sont consignés une description des objets achetés et le nom du vendeur, respect du Code de la Consommation, du Code Général des Impôts (affichage des prix, facturation…), respect de la législation sociale… Mais vis-à-vis des clients, ils n'ont pas les mêmes obligations (garanties quant à la nature et la qualité de la marchandise vendue par exemple). Un brocanteur est supposé vendre des objets et du mobilier d'occasion à valeur d'usage, il n'est pas tenu responsable quant à l'exactitude des informations fournies sur l'objet vendu. L'antiquaire qui possède de solides connaissances en histoire de l'art est supposé vendre du mobilier et des objets souvent de valeur pour lesquels il engage sa responsabilité quant à leur authenticité. La différence porte également sur la notion fiscale d'antiquité : une antiquité est un objet de plus de cent ans d'âge. Si le brocanteur vend des objets usagés quel que soit leur âge, l'antiquaire vend des antiquités datant d'au moins cent ans ou entrant dans les catégories indiquées. Dans les deux cas, il s'agit d'une activité commerciale.
Le mot brocante désigne, outre le magasin du brocanteur, également une manifestation publique où les acheteurs peuvent venir trouver des objets d'occasion, de collection ou d'antiquité.

## En France
La plus importante, avec environ 10 000 exposants se tient chaque année dans le centre-ville de Lille pendant le premier week-end de septembre ; Amiens au printemps et à l'automne suit de près en taille. Souvent ces brocantes ont une origine historique et perpétuent une tradition locale dans de nombreuses villes (braderie de Lille, puces de Montsoreau, puces de Toulouse, etc.),.
Les organisateurs de ces manifestations sont en général des associations loi de 1901 qui tirent une recette de la location des espaces, ce peut être également des entreprises commerciales.
Pour les salons d'antiquités brocante, les organisateurs en réservent l'accès aux personnes inscrites au registre du commerce ou qui ont le statut d'autoentrepreneur, toutes déclarées comme revendeurs d'objets mobiliers près de la Préfecture.
En France, le développement très important des vide-greniers (composé essentiellement de particuliers) a entraîné une réaction des brocanteurs et des antiquaires qui s’inquiètent de ce qu’ils appellent une concurrence déloyale. En effet, certains particuliers ne se contentent pas de vendre des objets personnels usagés, mais font un véritable commerce sans supporter les charges auxquelles sont assujettis les professionnels. Or, se comporter ainsi en commerçant (acheter pour revendre) sans déclarer de chiffre d'affaires, payer de taxes (TVA, taxe professionnelle, formation professionnelle, etc.) ni de cotisations sociales relève du délit (travail dissimulé).